# Isabelle Stengers
Isabelle Stengers   (Brussel·les, 1949) és una filòsofa belga, destacada pel seu treball en filosofia de la ciència. Llicenciada en ciències químiques, ha col·laborat amb el químic rus-belga Ilya Prigogine i el filòsof i sociòleg francès Bruno Latour, entre d'altres, i ha escrit àmpliament sobre història de la ciència així com sobre filòsofs com ara Gilles Deleuze, Alfred North Whitehead, Donna Haraway, i Michel Serres.

## Biografia
Stengers és la filla de l'historiador Jean Stengers. Va estudiar química i es va graduar en la matèria a la Université libre de Bruxelles.

## Obra
Els seus interessos de recerca inclouen la filosofia de la ciència i la història de la ciència. És professora de Filosofia de la Ciència a la Université libre de Bruxelles i va rebre el gran premi de filosofia de l'Académie Française el 1993. Stengers ha escrit sobre el filòsof anglès Alfred North Whitehead ; altres treballs han inclòs filòsofs europeus com Michel Serres, Gilbert Simondon, Gilles Deleuze o Vinciane Despret, així com filòsofs nord-americans de la ciència i del medi ambient com Donna Haraway. Stengers també ha col·laborat amb el psiquiatre Leon Chertok, i el sociòleg de la ciència Bruno Latour.
Una part important del seu treball recent consisteix en debats i traduccions de l'obra de Donna Haraway, que ella descriu com una tasca difícil: "He d'admetre que traduir Haraway no és fàcil, perquè l'escriptura que practica és, segons ella mateixa diu, d'ordre 'tecnològic'. Que l'escriptura operi, que les paraules actuïn, que les històries, i la manera com s'expliquen, importin, és sempre el cas de Haraway, fins i tot quan la retòrica textual pretén situar el lector en la posició d'haver de seguir una argumentació sense contrari, compartir un punt de vista presentat com a fonamentalment anònim. D'aquí que s'inclogui quan el text s'aparta a favor de la idea amb què es tracta d'estar d'acord i de la qual ha estat el mer vehicle. Pel que fa al text d'Haraway, no es fa al marge: com en el cas d'un text poètic, limitar-se a 'reconèixer-lo' constitueix un cert error." La interconnexió del pensament d'Isabelle Stengers, Donna Haraway, Bruno Latour i Vinciane Despret, entre d'altres, és descrita per Donna Haraway com una xarxa del joc de plegar el cordill.
Stengers ha escrit llibres sobre teoria del caos amb Ilya Prigogine, el químic físic rus-belga i premi Nobel conegut pel seu treball sobre estructures dissipatives, sistemes complexos i irreversibilitat, especialment Order out of Chaos (1984) i The End of Certainty: Time, Chaos and the new Laws of Nature (1997). Stengers i Prigogine sovint es basen en l'obra de Gilles Deleuze, tractant-lo com una font filosòfica important per reflexionar sobre qüestions sobre la irreversibilitat i l'univers com un sistema obert. El treball més recent de Stengers s'ha centrat en la seva proposta de Cosmopolítica, un aspecte clau del qual Bruno Latour s'hi refereix com la "composició progressiva d'un món comú" en què el no-humà i l'humà estan íntimament entrellaçats; i en segon lloc, la seva revisió i modulació pragmàtica de la filosofia especulativa d'Alfred North Whitehead. Cosmopolitics va guanyar el premi Ludwik Fleck el 2013.